# Jolt Cola

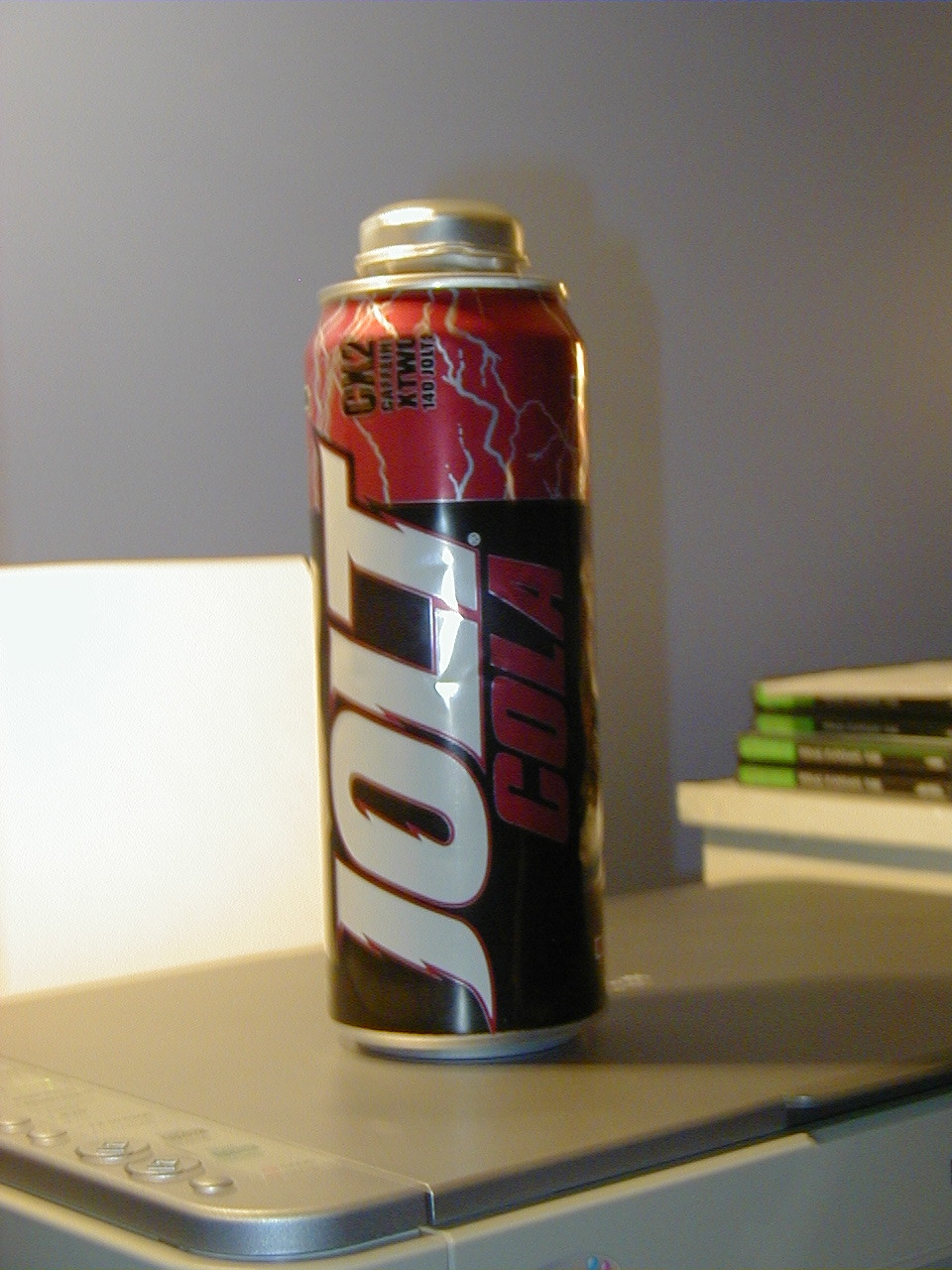
En burk Jolt Cola.

Jolt Cola är en coladryck. Jolt Cola har fått en viss popularitet, framför allt bland datorintresserade ungdomar, eftersom den innehåller extra mycket koffein. Jolt Cola har blivit kult inom datorspels- och LAN-kretsarna. Ca 30 % av all Jolt Cola som säljs i Sverige säljs på Dreamhack under ett fåtal dagar.
Mängden koffein i Jolt Cola är dubbelt så stor som i Coca-Cola, cirka 66 mg per 33 cl-burk (cirka 200 mg/l). Den slogan som användes förr på burkar i USA är "All the Sugar, Twice the Caffeine", medan den svenska, som fortfarande används, lyder "Caffeine x 2". (Som jämförelse kan nämnas att bryggkaffe innehåller ungefär 800 mg/l)
Jolt lanserades i Sverige runt 1995 av Gray's American Stores i Sverige.
I Sverige fanns Jolt Cola i 33 cl burkar och 50 cl PET-flaskor. Den svenska och finska Jolt Colan innehåller båda 338 mg koffein per liter. År 2006 började Jolt använda en ny design (med en ny logotyp) på burkarna och flaskorna.
I slutet av september 2009 ansökte Jolt Co Inc. om konkursskydd, så kallat Chapter 11-förfarande, eftersom de i USA endast köpt in 27 miljoner av de 90 miljoner burkar de lovat att köpa in från tillverkaren Rexam. Tillgångarna köptes upp och Jolt återintroducerades, Gray's American Stores meddelade den 10 juni 2011 att de återigen ska saluföra Jolt såväl i butik som via nätet med start i slutet på juli 2011. Den återintroducerade Jolt-drycken har dock ett annat recept än den tidigare versionen.
2013 återuppstod Jolt Colan i Sverige under namnet Volt Cola, lanserat av en tidigare licenstillverkare av Jolt Cola med nästan samma smak och recept som originalet.
2017 annonserade Gray's American Stores att Jolt Colan återvänder till den svenska marknaden i slutet av året. Detta skett kort efter att företaget annonserat att det planerat en återlansering för Jolt Colan, åtta år efter konkursen. Burken har den klassiska designen från 80-talet och är producerad med originalreceptet. Den här varianten anses dock i allmänhet vara mindre lik originalet än Volt Cola.